# Управление военной разведки Израиля
АМА́Н (ивр. אמ"ן‎ от ивр. אגף המודיעין‎ ага́ф ха-модии́н — Управление разведки) — структурное подразделение Генерального штаба Армии обороны Израиля, осуществляющее функции центрального органа управления военной разведкой в Армии обороны Израиля.
Наряду с Общей службой безопасности «ШАБАК» и внешней политической разведкой «Моссад», находящимися в подчинении гражданских структур Государства Израиль, «АМАН» является одной из трёх основных израильских спецслужб.

## История

### Создание
Первая специализированная организация, занимающаяся военной разведкой, была создана в Израиле 30 июня 1948 года — в результате реорганизации первой израильской спецслужбы «Шай». Реорганизация была проведена по указанию премьер-министра Израиля Давида Бен-Гуриона. Новая спецслужба называлась «Шерут модиин» («Разведывательная служба», ивр. שירות מודיעין‎), её возглавил последний руководитель «Шай» подполковник Иссер Беери. Задачи военной разведки были: сбор информации о вооружённых силах арабских стран, цензура израильских СМИ, безопасность армии и контрразведка.
В это время Израиль находился в состоянии временного перемирия в Войне за независимость через 1,5 месяца после вторжения армий 5 арабских государств. Арабская агентура «Шай» оказалась за линией фронта, а передатчиков у израильской разведки ещё не было. Деятельность Беери вызывала серьёзные нарекания. Так, Иссер Харель, возглавивший службу безопасности «Шабак», вспоминал:

Вдруг выяснилось, что стиль его работы является аморальным и крайне опасным. Страна воевала, а начальник военной разведки Беери находил время заниматься предателями, шпионами, чёрным рынком, спекулянтами и вообще чёрт знает чем, только не своими прямыми обязанностями
Подчинённые Беери с его ведома и по его указаниям арестовывали, пытали и даже убивали подозреваемых в предательстве. Наиболее вопиющим случаем стал расстрел капитана Меира Тувианского, впоследствии посмертно оправданного. После этих событий по поручению Давида Бен-Гуриона был создан следственный комитет, который, рассмотрев деятельность Беери, рекомендовал снять его с должности. В ноябре 1948 года Беери был разжалован в рядовые и уволен из армии. Начальником военной разведки стал его заместитель Хаим Герцог.
Разведка была укреплена с помощью ветеранов британской и американской армий, а также рядом технических экспертов, в том числе радистами, криптоаналитиками и другими специалистами. К началу 1949 года структура насчитывала одиннадцать отделов:
- 1 — боевая разведка, приданная передовым частям для сбора и интерпретации разведданных о противнике;
- 2 — радиоразведка, отслеживание сигналов передвижения противника;
- 3 — полевая безопасность;
- 4 — военная цензура;
- 5 — исследовательский центр, обслуживающий другие органы по сбору разведданных;
- 6 — картографирование и топография вражеских стран;
- 7 — центральная разведывательная библиотека и исследовательский отдел по неарабским армиям;
- 8 — техническое отделение, предоставляющее оборудование и центральная лаборатория для всех остальных служб;
- 9 — отделение связи военных атташе, для иностранных атташе в Израиле и израильские атташе за границей;
- 10 — сбор разведданных из открытых источников и картотеки по арабской тематике;
- 18 — подразделение специальных операций, ранее подразделение Пальмаха «Шахар».

Герцог за небольшой срок смог оснастить военную разведку счётно-вычислительными машинами, позволившими раскрыть относительно простые коды, применявшиеся армиями Египта, Сирии и других арабских стран. В апреле 1950 года Герцог был назначен военным атташе Израиля в Вашингтоне, а службу возглавил его заместитель Биньямин Гибли, получивший к тому времени звание генерал-лейтенанта.
После роспуска Политического департамента МИД и подавления в марте 1951 года так называемого «бунта шпионов», когда европейские оперативники отказались подчиняться приказам из Израиля, военная разведка получила монополию на проведение спецопераций за рубежом. Гибли создал для этого специальное Подразделение 131.

### После реорганизации 1951 года
Военная разведка также была реорганизована. Вместо «Шерут Модиин» она стала называться Агаф Моди’ин шель матэ ха-клали (ивр. אגף המודיעין‎) — «Отдел разведки Генерального штаба» — или сокращённо «АМАН» и перешла в подчинение Генерального штаба Армии обороны Израиля. В её управлении оказались разведки сухопутных войск, ВВС и флота. Функции военной контрразведки (за исключением полевых служб) были переданы Общей службе безопасности Израиля — «Шабак». Руководителем «АМАН» остался Гибли. Военной разведке также была поручена цензура израильских СМИ и этой работой «АМАН» занимается до сегодняшнего дня.
Передача всех разведывательных функций военным оказалась не лучшим решением: новый глава европейской резидентуры подполковник Мордехай Бен-Цур оказался не слишком пригоден для этой работы, а сам Гибли склонялся скорее к диверсионной, чем к разведывательной деятельности. В дальнейшем существенная часть этих функций была передана новой спецслужбе — Моссад.
Следствием провала в 1954 году диверсионной операции «Сусанна», проводимой АМАН в Египте, был громкий политический скандал в Израиле, который получил название «Дело Лавона» — по имени тогдашнего министра обороны. В ходе расследования Пинхас Лавон и Биньямин Гибли обвиняли друг друга в ответственности за провал операции. Гибли утверждал, что действовал по приказу Лавона, а Лавон говорил, что приказа не было, и Гибли действовал за его спиной. Гибли был уволен 7 марта 1955 года и впоследствии назначен военным атташе в Лондоне. После этого провала руководитель ШАБАКа и Моссада Иссер Харел фактически взял под свой контроль все спецслужбы Израиля.
После увольнения Гибли военную разведку возглавил генерал-майор Йехошафат Харкаби. Его период руководства остался в истории благодаря первым «точечным ликвидациям». АМАН установил, что террористические группы, нападающие на израильтян через египетскую и иорданскую границы организуют, соответственно, начальник египетской разведки в Газе Мустафа Хафез и резидент египетской разведки в Иордании Салах Мустафа. 11 июля 1956 года Хафез был взорван в его кабинете книгой с взрывчаткой, переданной ему собственным помощником, завербованным АМАНом. Полковник Салах Мустафа погиб на следующий день, получив посылку с бомбой. В период подготовки к войне 1956 года Харкаби наладил тесное сотрудничество с французскими коллегами. Эти отношения впоследствии стали трамплином для переговоров по приобретению Израилем ядерного реактора.
В этот же период произошло 2 скандала с сотрудниками «подразделения 131». Аври Эльяд был арестован «ШАБАК» как двойной агент. Завербованный ранее военной разведкой авантюрист Мордехай Кедар оказался уголовником и был отдан под суд за убийство и ограбление в Аргентине еврейского бизнесмена.
В 1958 году Харкаби был уволен за плохо проведённые учения резервистов, на должность начальника вернули Хаима Герцога, а в 1962 году руководить военной разведкой был назначен молодой и амбициозный генерал Меир Амит.

## Основные задачи
Управление разведки несёт ответственность за предупреждение угрозы войны и прочих враждебных и террористических действий, составление национальной разведывательной оценки обстановки в военной и политической сфере и предоставление текущих разведывательных сведений, а также за упреждающую (превентивную) разведку в Армии обороны Израиля.
Основными задачами Управления разведки являются:
- Предупреждение угрозы войны
- Предупреждение враждебных и террористических действий (на основе принципов разделения полномочий служб разведывательного сообщества)
- Предоставление армии, министру обороны, правительству Израиля и прочим официальным органам разведывательных данных и разведывательной оценки обстановки для следующих целей:
  - Формирование оборонной политики;
  - Наращивание боевой мощи Армии обороны Израиля;
  - Планирование операций и мер обеспечения безопасности;
  - Оперативное применение сил в ходе войны, военных операций и принятия мер обеспечения безопасности
- Планирование сбора разведывательных данных, осуществляемого всеми подразделениями Армии обороны Израиля, действующими в сфере сбора информации, и направление разведывательных данных силам армии и службам разведывательного сообщества, включая:
  - Планирование и проведение разведки источников электромагнитных сигналов;
  - Планирование и проведение визуальной разведки (за исключением мер, предпринимаемых в этой области военно-воздушными и военно-морскими силами, а также сухопутными войсками для текущих потребностей соединений дивизионного состава и ниже);
  - Планирование и проведение агентурной разведки в странах-объектах разведки и террористических организациях (на основе принципов разделения полномочий служб разведывательного сообщества) и получение сведений посредством допроса военнопленных;
  - Планирование и проведение разведки на основе открытых источников и получение сведений посредством изучения трофейных вооружений и документации;
  - Планирование и проведение специальных операций по сбору разведывательных данных;
  - Планирование и утверждение проведения аэрофотосъёмки (за исключением аэрофотосъёмки, предпринимаемой военно-воздушными силами для собственных целей), обработка и анализ полученных изображений и определение приоритетов в распространении полученных сведений (за исключением сфер ответственности военно-воздушных и военно-морских сил)
- Обработка, анализ и оценка собранной информации, формирование разведывательной оценки обстановки и разведывательных сводок
- Контроль и проверка процессов работы подразделений Армии обороны Израиля, действующих в области разведывательного анализа
- Несение ответственности за информационную безопасность в Армии обороны Израиля и предупредительные меры безопасности
- Формирование политики осуществления мер по введению противника в заблуждение, подготовка и исполнение планов подобных мероприятий
- Планирование, разработка и проведение мер психологической войны
- Определение инструкций для деятельности военной цензуры
- Планирование и проведение действий в области картографии, включая предоставление карт, картосхем и картографических данных всем подразделениям Армии обороны Израиля
- Несение исключительной ответственности за формирование политики внешних сношений Армии обороны Израиля в сфере разведки
- Подготовка подразделений управления к исполнению задач и функций управления в рамках плана наращивания боевой мощи и боевой подготовки Армии обороны Израиля
- Профессиональная ответственность за формирование разведывательной доктрины Армии обороны Израиля

## Структура
Структура Управления военной разведки включает административную Службу (Службу разведки), оперативные и аналитические отделы. Начальником Управления (ивр. ראש אמ"ן‎, рош ама́н)　является старший офицер разведки в чине генерал-майора (алуф).

#### Служба разведки
Служба разведки (ивр. חיל המודיעין‎, хейль ха-модии́н) является административным подразделением военной разведки с задачами планирования, подготовки личного состава, материально-технического и финансового обеспечения всех служб военной разведки. Начальником службы является подчиненный начальнику Управления Главный разведофицер (ивр. קמנ"ר‎, камна́р) в чине бригадного генерала (тат-алуф).
- - В подчинении Службе разведки находится Школа разведки (ивр. בה"ד 15‎, ба́hад хаме́ш-эсре) (15-я учебная база).

#### Отделы
- Отдел анализа (ивр. חטיבת המחקר‎, хатива́т ха-мехка́р) — анализ разведданных, составление разведсводок для политического руководства страны и Вооруженных сил. В составе отдела есть т. н. контрольный департамент (ивр. מחלקת הבקרה‎, махле́кет ха-бакара́), в ответственность которого входит критический анализ выводов и сводок отдела.
- Отдел 8200 (ивр. יחידה 8200‎, йехида́ шмоне́ мата́им) — радиоэлектронная разведки и криптография.
- Отдел 9900 (ивр. יחידה 9900‎) — анализ фотоданных воздушной и космической разведки.
- Отдел 3060 (ивр. יחידה 3060‎) — разработка систем искусственного интеллекта для обработки и распознавания изображений.
- Отдел 504 (ивр. יחידה 504‎, йехида́ хаме́ш мео́т ве-арба́) — агентурная разведка
- Департамент информационной безопасности (ивр. מחלקת ביטחון מידע‎, махле́кет битхо́н мейда́, сокращённо מחב"ם махба́м).
- Военная цензура (ивр. הצנזורה הצבאית‎).
- Оперативный отдел (ивр. חטיבת ההפעלה המבצעית‎ хатива́т ха-hафала́ ха-мивцаи́т).
- Отдел специальных операций (ивр. מערך המבצעים המיוחדים‎, маара́х ха-мивцаи́м ха-меюхади́м, сокращённо מ"מ мем-мем).
- Спецназ военной разведки «Сайерет Маткаль».
- Центр психологических операций (ивр. המרכז למבצעי תודעה‎, ха-мерка́з ле-мивцае́й тодаа́, сокращённо מל"ת мала́т).

#### Разведка родов войск
Управлению подчинены (но не входят в его состав) также управления разведки родов войск:
- Разведывательное управление ВВС (ивр. להק המודיעין‎, ла́hак ха-модии́н, сокращённо למד"ן ламда́н)
- Разведывательное управление ВМС Израиля (ивр. מספן המודיעין‎, миспа́н ха-модии́н, сокращённо מד"ן мада́н)
- Разведывательные центры военных округов: Северного, Центрального и Южного.

Силы войсковой разведки (ивр. חיל האיסוף הקרבי‎, хейль ха-ису́ф ха-крави́, в прошлом ивр. חיל מודיעין השדה‎, хейль модии́н ха-саде́) находятся в ведении Командования сухопутных войск.

## Обучение
Офицеров для Управления готовит программа Хавацалот.

## Главы Управления
- 30 июня — ноябрь 1948 — подполковник Иссер Беери
- Ноябрь 1948 — апрель 1950 — полковник Хаим Герцог
- Апрель 1950 — 07.03.1955 — полковник Биньямин Гибли
- 1955—1958 годы — генерал-майор Йехошафат Харкаби
- 1958—1962 годы — генерал-майор Хаим Герцог
- 1962—1963 годы — генерал-майор Меир Амит
- 1964—1972 годы — генерал-майор Аарон Ярив
- 1972—1974 годы — генерал-майор Эли Зейра
- 1974—1978 годы — генерал-майор Шломо Газит
- 1979—1983 годы — генерал-майор Иехошуа Саги
- 1983—1985 годы — генерал-майор Эхуд Барак
- 1986—1991 годы — генерал-майор Амнон Липкин-Шахак
- 1991—1995 годы — генерал-майор Ури Саги
- 1995—1998 годы — генерал-майор Моше Яалон
- 1998—2002 годы — генерал-майор Амос Малка
- 2002—2006 годы — генерал-майор Аарон Зеэви-Фаркаш
- 2006—22.11.2010 — генерал-майор Амос Ядлин
- 22.11.2010 — 22.9.2014 — генерал-майор Авив Кохави
- 22.9.2014 — 28.3.2018 — генерал-майор Херци Ха-Леви
- 28.3.2018 — 5.10.2021 — генерал-майор Тамир Хайман[23]
- 5.10.2021 — 21.8.2024 — генерал-майор Аарон Халива
- 21.8.2024 — настоящее время — генерал-майор Шломи Биндер